# Al Green's Greatest Hits
Al Green's Greatest Hits è un album di Greatest Hits di Al Green pubblicato nel 1975.

## Tracce
1. Tired of Being Alone – 2:43
2. Call Me (Come Back Home) – 3:04
3. I'm Still in Love with You – 3:15
4. Here I Am (Come and Take Me) – 3:09
5. How Can You Mend a Broken Heart – 6:21 – sostituita da Love and Happiness nel 1977
6. Let's Stay Together – 4:45
7. I Can't Get Next to You – 3:52
8. You Ought to Be with Me – 3:19
9. Look What You Done for Me – 3:06
10. Let's Get Married – 4:20

Durata totale: 37:54

### Versione CD (1995)
1. Tired Of Being Alone – 2:43
2. Call Me (Come Back Home) – 3:04
3. I'm Still In Love With You – 3:15
4. Here I Am (Come And Take Me) – 4:16
5. Love and Happiness – 5:08
6. Let's Stay Together – 3:18
7. I Can't Get Next To You – 3:52
8. You Ought To Be With Me – 3:19
9. Look What You Done For Me – 3:06
10. Let's Get Married – 5:36
11. Livin' For You – 3:12
12. Sha La La (Make Me Happy)
13. L-O-V-E (Love)
14. Full Of Fire
15. Belle

Durata totale: 40:49